# Liste der Biografien/Mug
Liste der Biografien |
Portal Biografien |
Personensuche
# |
A |
B |
C |
D |
E |
F |
G |
H |
I |
J |
K |
L |
M |
N |
O |
P |
Q |
R |
S |
T |
U |
V |
W |
X |
Y |
Z |
?
 
Ma |
Mb |
Mc |
Md |
Me |
Mf |
Mg |
Mh |
Mi |
Mj |
Mk |
Ml |
Mm |
Mn |
Mo |
Mp |
Mq |
Mr |
Ms |
Mt |
Mu |
Mv |
Mw |
Mx |
My |
Mz
 
Mua |
Mub |
Muc |
Mud |
Mue |
Muf |
Mug |
Muh |
Mui |
Muj |
Muk |
Mul |
Mum |
Mun |
Muo |
Mup |
Muq |
Mur |
Mus |
Mut |
Muu |
Muv |
Muw |
Mux |
Muy |
Muz
Die Liste der Biografien führt alle Personen auf, die in der deutschsprachigen Wikipedia einen Artikel haben. Dieses ist eine Teilliste mit 100 Einträgen von Personen, deren Namen mit den Buchstaben „Mug“ beginnt.

## Mug

### Muga
- Mugabe, Grace (* 1965), zweite Ehefrau von Robert Mugabe
- Mugabe, Robert (1924–2019), simbabwischer PolitikerRobert Mugabe (1924–2019)

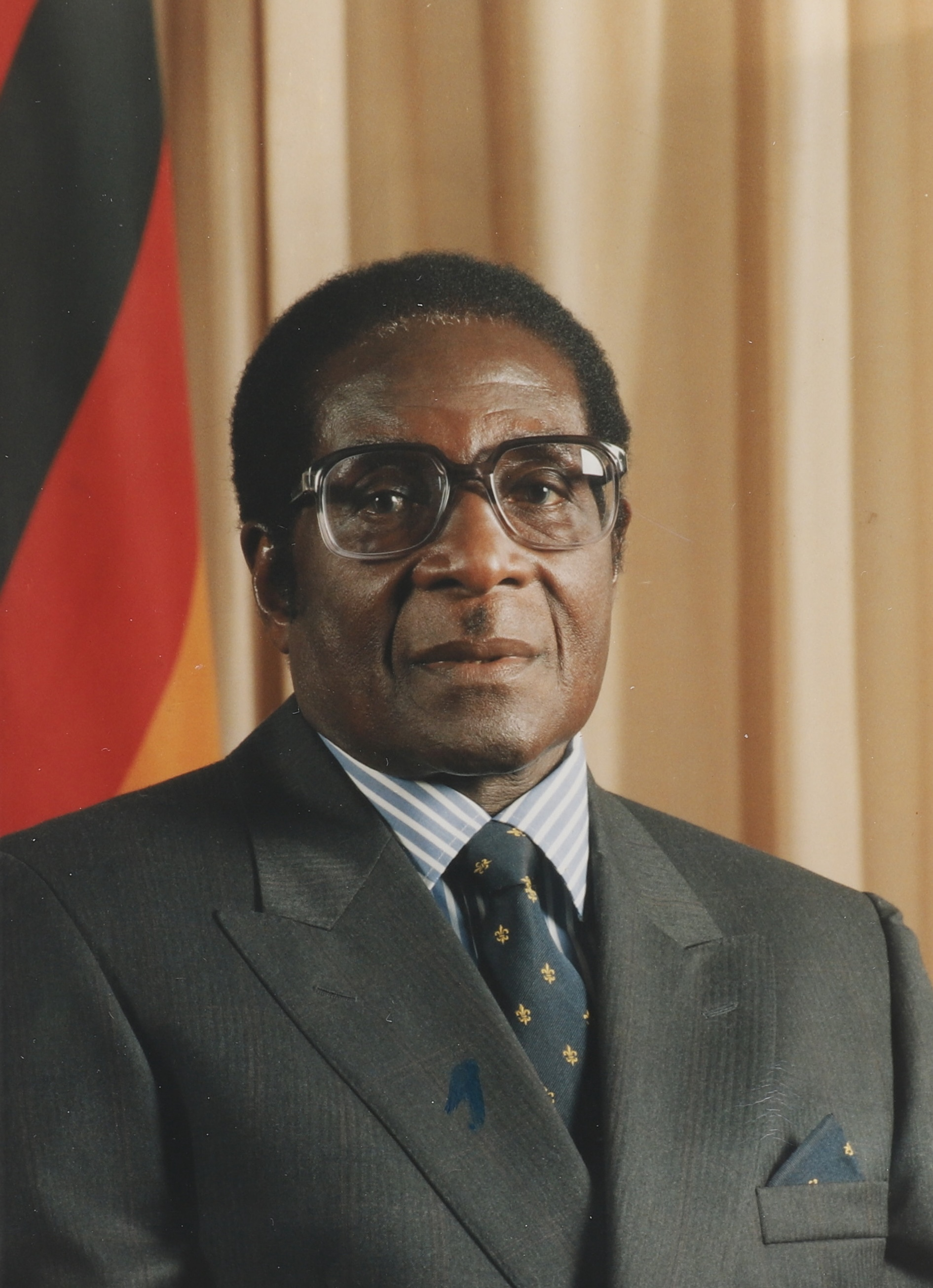
Robert Mugabe (1924–2019)

- Mugabe, Sabina (1934–2010), simbabwische Politikerin
- Mugabe, Salomé (* 1989), mosambikanische Kugelstoßerin und Diskuswerferin
- Mugabi, Bevis (* 1995), ugandischer Fußballspieler
- Mugabi, John (* 1960), ugandischer Boxer
- Mugadzi, Francis Xavier (1931–2004), simbabwischer Geistlicher, Bischof von Gweru
- Mugambi, Salesius (* 1951), kenianischer Geistlicher und römisch-katholischer Bischof von Meru
- Mugavero, Francis J. (1914–1991), US-amerikanischer römisch-katholischer Geistlicher, Bischof von Brooklyn
- Mugay, Peter-Klaus (* 1940), deutscher Journalist, Redakteur und Politiker (DDR-CDU, CDU)

### Mugd
- Mugdan, Benno (1851–1928), deutscher Jurist
- Mugdan, Joachim (* 1951), deutscher Sprachwissenschaftler und Hochschullehrer
- Mugdan, Otto (1862–1925), deutscher Arzt und Sozialpolitiker (FVp, DDP, DVP), MdR

### Muge
- Muge, Amélia (* 1952), portugiesische Sängerin mosambikanischer Herkunft
- Muge, Emily Chebet (* 1986), kenianische Langstreckenläuferin
- Muge, Some (1959–1997), kenianischer Langstreckenläufer
- Mügel, Oscar (1858–1947), preußischer Ministerialbeamter
- Mugellini, Bruno (1871–1912), italienischer Pianist
- Mugendi, Tiberius Charles (1922–1993), kenianischer römisch-katholischer Geistlicher und Bischof von Kisii
- Mugenyi Sabiiti, Joseph (* 1948), ugandischer römisch-katholischer Geistlicher, emeritierter Weihbischof in Fort Portal
- Müger, Maximilian (* 1993), deutscher Angestellter und Politiker (AfD, dann parteilos)
- Mugerli, Matej (* 1981), slowenischer Radrennfahrer
- Mugesera, Léon (* 1952), ruandischer Politiker

### Mugg
- Mügge, Andreas (* 1956), deutscher Kardiologe
- Mügge, Andreas (* 1968), deutscher Flottillenadmiral der Bundeswehr
- Mügge, Otto (1858–1932), deutscher Mineraloge
- Mügge, Ratje (1896–1975), deutscher Meteorologe
- Mügge, Theodor (1802–1861), deutscher Autor
- Mügge, Vera (1911–1984), deutsche Kostümbildnerin
- Muggen, Anna († 1608), niederländische Frau, als Hexe hingerichtet
- Müggenburg, Günter (1926–2002), deutscher Journalist der ARD
- Muggensturm, Marcel (* 1945), Schweizer Berufsoffizier (Brigadier)
- Muggenthaler, Eva (* 1971), deutsche Künstlerin und Kinderbuchillustratorin
- Muggenthaler, Hans (1885–1968), deutscher Lehrer und Heimatforscher
- Muggenthaler, Johannes (* 1955), deutscher Maler und Bildhauer
- Muggenthaler, Joseph (1855–1931), bayerischer Jurist und Kommunalpolitiker
- Muggenthaler, Thomas (* 1956), deutscher Journalist
- Muggenthaler-Schmack, Birgit (* 1974), deutsche Folk-MusikerinBirgit Muggenthaler-Schmack (* 1974)

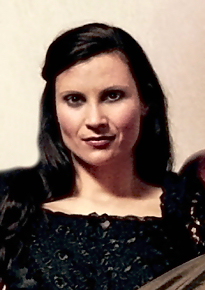
Birgit Muggenthaler-Schmack (* 1974)

- Muggeridge, Douglas (1928–1985), britischer Journalist und Radioleiter
- Muggeridge, Joanne (* 1969), englisch-walisische Badmintonspielerin
- Muggeridge, Karl (* 1974), australischer Motorradrennfahrer
- Muggeridge, Malcolm (1903–1990), britischer Journalist und Geheimdienstmann
- Muggiasca, Giovanni Battista (1721–1789), italienischer Kanoniker und Bischof von Como
- Müggler, Doro (* 1973), Schweizer Schauspielerin
- Muggler, Fritz (1930–2023), Schweizer Musikkritiker
- Müggler, Livia (* 1991), Schweizer Unihockeyspielerin
- Muggleston, Ken (1930–2021), australischer Artdirector und Szenenbildner
- Muggli, Hans (1876–1934), Schweizer Lehrer, Redakteur, Journalist und Dichter
- Muggly, Karl (1884–1957), deutscher Maler und Glasmaler
- Muggridge, Arthur (1904–1933), britischer Langstreckenläufer

### Mugh
- Mughairi, Aliah Faik al- (* 2003), omanische Hochspringerin
- Mughe, François (* 2004), kamerunischer Fußballspieler
- Mughelli, Ovie (* 1980), US-amerikanischer American-Football-Spieler
- Mughīth ʿUmar, al- († 1263), Ayyubide, Emir von Karak
- Mughniyya, Imad (1962–2008), libanesischer Terrorist, Führungsmitglied der libanesischen Hisbollah

### Mugi
- Múgica Santiago, Julen (* 2003), spanischer Handballspieler
- Múgica Urrestarazu, Mateo (1870–1968), spanischer Geistlicher und römisch-katholischer Bischof
- Múgica, Enrique (1932–2020), spanischer Politiker und Jurist
- Mugikura, Natsuki (* 1996), japanischer Fußballspieler
- Mugione, Andrea (1940–2020), italienischer Geistlicher und römisch-katholischer Erzbischof von Benevent
- Mugiraneza, Soso (* 1983), österreichischer Comedian
- Mugisha, Alexis (* 1977), ruandischer Politiker
- Mugisha, Frank (* 1969), ugandischer Menschenrechtsaktivist
- Mugisha, Moïse (* 1997), ruandischer Radrennfahrer
- Mugison (* 1976), isländischer Musiker
- Mugita, Kazuyuki (* 1984), japanischer Fußballspieler

### Mugl
- Mugler, Friedrich (1793–1869), württembergischer Oberamtmann
- Mugler, Julius (1872–1933), deutscher Kaiserlicher Marine-Oberbaurat
- Mugler, Thierry (1948–2022), französischer ModeschöpferThierry Mugler (1948–2022)

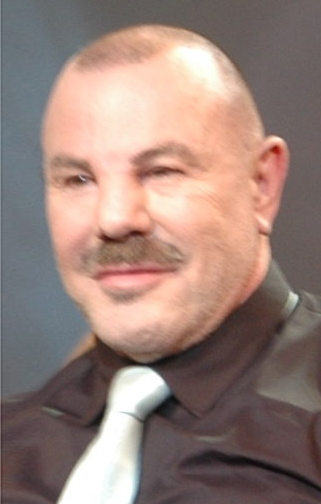
Thierry Mugler (1948–2022)

- Müglich, Johann Karl August Gregor (1793–1862), deutscher Theologe

### Mugm
- Mugmedón, Eochaid, Hochkönig von Irland

### Mugn
- Mugnaini, Marcello (* 1940), italienischer Radrennfahrer
- Mugneret-Béghé, Stéphanie (* 1974), französische Fußballspielerin
- Mugnier, Adeline (* 1992), französische Skirennläuferin
- Mugnier, Arthur (1853–1944), katholischer Geistlicher, Prediger und Tagebuchschreiber
- Mugnier, Cyril (* 1983), französischer Fußballschiedsrichterassistent
- Mugnier, Spencer (* 1972), französischer Curler
- Mugnone, Leopoldo (1858–1941), italienischer Dirigent und Komponist
- Mugnos, Filadelfo (1607–1675), italienischer Dichter und Schriftsteller
- Mugny, Patrice (* 1953), Schweizer Politiker (Grüne) und Journalist
- Mugny, Roger (1921–2008), Schweizer Gewerkschafter und Politiker

### Mugo
- Mugo, Hellen Wanjiku (* 1985), kenianische Marathonläuferin
- Mugo, Naomi (* 1977), kenianische Leichtathletin
- Mugo, Samuel Muturi (* 1986), kenianischer Marathonläufer
- Mugoša, Dijana (* 1995), montenegrinische Handballspielerin
- Mugoša, Stefan (* 1992), montenegrinischer Fußballspieler

### Mugr
- Mugrauer, Hans (1899–1975), deutscher Gewerkschafter
- Mugrauer, Johanna (1869–1940), österreichische Opernsängerin (Sopran)
- Mugrauer, Manfred (* 1977), österreichischer Politikwissenschaftler

### Mugu
- Mugu, Aidamir (* 1990), russisch-adygeischer Sänger
- Muguerza, Javier (1936–2019), spanischer Philosoph
- Muguerza, José (1911–1980), spanischer Fußballspieler
- Mugula, Ganzi (* 1979), ugandischer Schwimmer
- Mugulü, Yujiulü, erster Herrscher der Rouraner
- Mugur, Vlad (1927–2001), rumänisch-deutscher Theaterschauspieler, -regisseur und -intendant
- Muguruma, Takuya (* 1961), japanischer Boxer im Bantamgewicht
- Muguruma, Takuya (* 1984), japanischer Fußballspieler
- Muguruza, Fermin (* 1963), spanischer Sänger und Abertzale (Baskenland)
- Muguruza, Garbiñe (* 1993), spanische TennisspielerinGarbiñe Muguruza (* 1993)

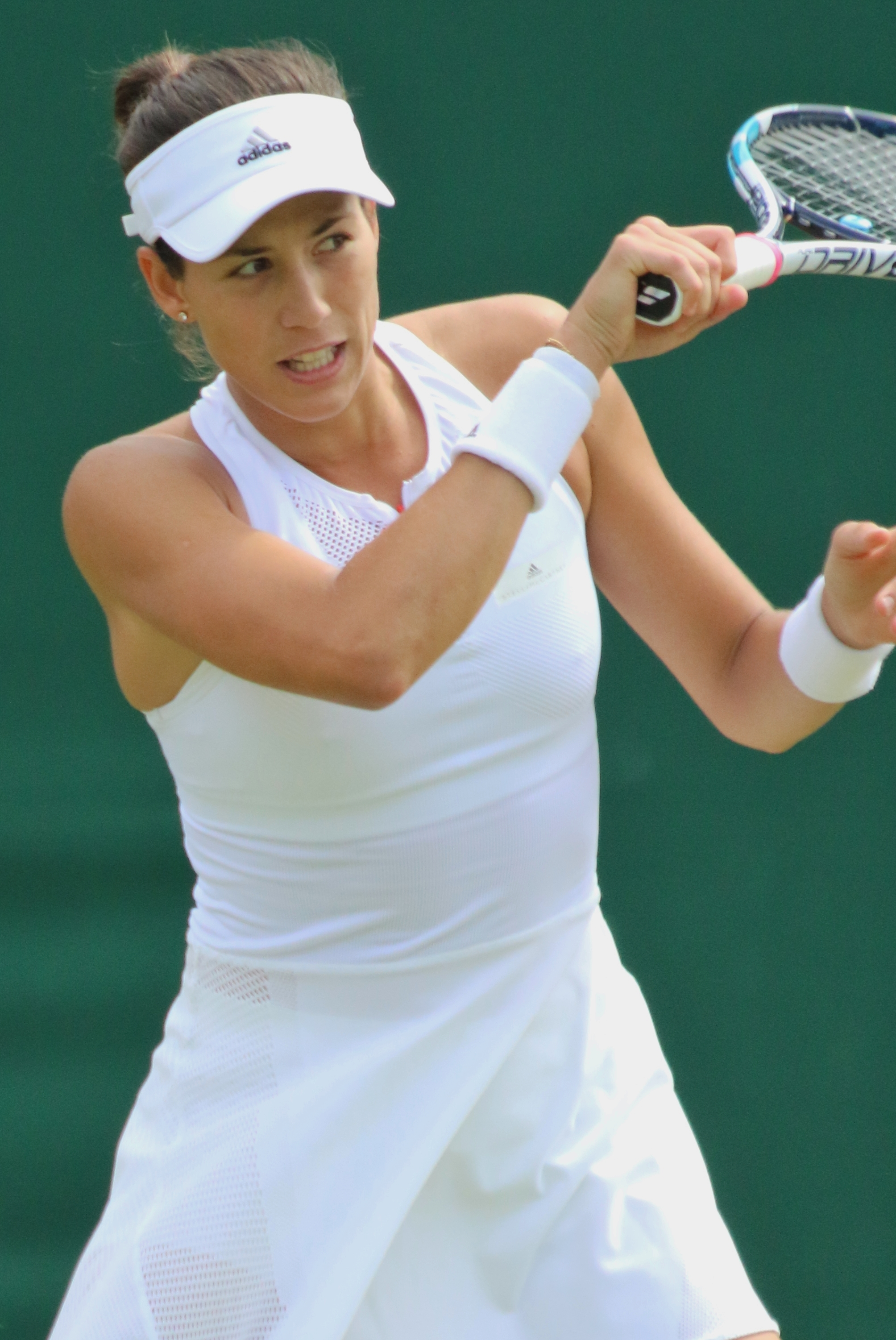
Garbiñe Muguruza (* 1993)

- Muguruza, Jabier (* 1960), spanischer Musiker und Schriftsteller